# Рейнольдс, Саймон
Са́ймон Ре́йнольдс (Simon Reynolds; 19 июня 1963, Лондон) — британский музыкальный критик, известный благодаря своим работам об электронной танцевальной музыке и введению термина «построк». Помимо электронной танцевальной музыки, Рейнольдс писал о широком круге исполнителей и музыкальных жанров и был автором книг о постпанке и роке. Его статьи публиковали Melody Maker, где он впервые сделал себе имя, The New York Times, Village Voice, Spin, The Guardian, Rolling Stone, The Observer, Artforum, New Statesman, The Wire, Mojo, Uncut и другие. В настоящее время он проживает в Ист-Виллидж (Нью-Йорк, США) вместе с женой Джой Пресс и их детьми Кираном и Тасмин.

## Карьера
Первый опыт в написании текстов о музыке Рейнольдс приобрёл в фанзине Monitor, который он помог учредить в 1984 году, когда изучал историю в Оксфорде. Вышло только шесть номеров журнала, и в 1986 году он был закрыт, а Рейнольдс к тому времени получил работу в Melody Maker, одном из трёх крупнейших британских музыкальных журналов того времени (двумя другими были New Musical Express и Sounds). Его ранние работы в Melody Maker часто содержали резкую критику представлений о музыке соул, которая в то время усиленно пропагандировалась в NME, и политизации, связанной с движением «Красный клин» (Red Wedge). Впоследствии Рейнольдс заявил, что его открытая деполитизация в то время была вызвана полным разочарованием в тэтчеризме и желанием скрыться в параллельном мире, где он пребывал в «состоянии блаженства» (англ. blissed out), говоря названием его первой книги. Он также написал ряд статей, в которых анализировал с социологической точки зрения то, что с тех пор стало известно как тви-поп, видя в нём желание избежать господствующего значения коммерциализации и американизации и вернуться к прошлому, кажущемуся невинным.
В 1990 году Рейнольдс покинул Melody Maker (хотя он продолжит писать для журнала до 1996 года) и стал внештатным корреспондентом, проводя время то в Лондоне, то в Нью-Йорке. В том же году он опубликовал Blissed Out: Raptures of Rock, сборник его текстов, написанных в прошлом десятилетии. До того как стать фрилансером, Рейнольдс уделял внимание в основном року, панку, постпанку и поп-музыке. Но в начале 1990-х годов он заинтересовался рейв-культурой и её музыкой, о которой начал писать, став одним из ведущих музыкальных критиков электронной танцевальной музыки.
В 1994 году Рейнольдс переехал на постоянное место жительства в Ист-Виллидж на Манхэттене. В 1995 году вышла книга The Sex Revolts: Gender, Rebellion and Rock’N’Roll, написанная им в соавторстве с женой Джой Пресс. Благодаря этой книге Рейнольдс получил репутацию журналиста, обсуждающего гендерные роли в музыке.
В 1998 году Рейнольдс издал Energy Flash: a Journey Through Rave Music and Dance Culture в Великобритании и стал главным редактором американского журнала Spin. В 1999 году он вернулся к внештатной работе и опубликовал американский вариант Energy Flash в сокращенном виде под названием Generation Ecstasy: Into the World of Techno and Rave Culture. Эта книга — всесторонний рассказ о том, что происходило с рейв-музыкой, начиная от детройтского техно и чикагского хауса; в ней прослеживается эволюция музыки по обеим сторонам Атлантики вплоть до конца 1990-х годов. Анализ музыки сочетается в ней с описанием социального фона и истории, а также интервью с известными личностями тех дней. Одним из наиболее примечательных аспектов книги является оценка роли наркотиков, в частности экстази, в рейв-культуре.
В 2005 году была опубликована британская версия книги Rip It Up and Start Again: Post Punk 1978—1984; её американский вариант вышел в начале 2006 года. Rip it Up — это история постпанка, очерчивающая границы жанра и рассматривающая его в музыкальном контексте 1970-х и 1980-х годов.
Рейнольдс продолжал писать для известных журналов, а также в своём блоге Blissblog.
В 2007 году Рейнольдс выпустил в Великобритании Bring the Noise: 20 Years of Writing about Hip Rock and Hip Hop, сборник текстов об отношениях между «белым» богемным роком и «чёрной» уличной музыкой. В следующем году вышло обновлённое издание Energy Flash с новыми главами, которые были посвящены десяти годам в танцевальной музыке, прошедшим с момента выхода первого издания.
Он написал одну из глав книги Sound Unbound: Sampling Digital Music and Culture (The MIT Press, 2008) под редакцией Пола Д. Миллера (DJ Spooky).
В 2011 году Рейнольдс опубликовал Ретромания: Поп-культура в плену собственного прошлого, в которой обвинил современную музыку в постоянной вторичности и исследовал данное явление.

## Критическая теория
Рейнольдс хорошо известен тем, что в своих музыкальных обозрениях использует элементы критической теории. Он много писал о влиянии на музыку половой, классовой и расовой принадлежностях и сексуальной ориентации. В своём исследовании взаимосвязи между классом и музыкой Рейнольдс ввёл термин «пороговый класс» (англ. liminal class), обозначающий прослойку выше рабочего класса и ниже среднего класса. Эта группа, по его мнению, «наполнена музыкальной энергией».
Рейнольдс также много писал о наркотической субкультуре, её связи с музыкой и влиянии на неё. В книге Generation Ecstasy Рейнольдс прослеживает воздействие наркотиков на подъёмы и спады рейв-сцены.
На Рейнольдса оказали влияние философы и музыкальные теоретики, в том числе Жиль Делёз, Феликс Гваттари, Брайан Ино, Джо Кардуччи и ситуационисты. В отдельных случаях он использовал марксистские концепции товарного фетишизма и ложного сознания, чтобы описать отношения, распространённые в хип-хопе.

## Книги
- Blissed Out: The Raptures of Rock. Serpent’s Tail, August 1990, ISBN 1-85242-199-1
- The Sex Revolts: Gender, Rebellion and Rock 'N' Roll . Co-authored with Joy Press. Serpent’s Tail, January 1995, ISBN 1-85242-254-8
- «Вспышка энергии», V-A-C Press, 2022, ISBN 978-5-907183-11-7 (UK Edition: Energy Flash: A Journey Through Rave Music and Dance Culture (UK title, Pan Macmillan, 1998, ISBN 0-330-35056-0) published in abridged form as Generation Ecstasy: Into the World of Techno and Rave Culture (North American title, Routledge, 1999, ISBN 0-415-92373-5)
- «Всё порви, начни сначала. Пост-панк 1978-1984 гг.», «Шум», 2021, ISBN 978-5-6043513-2-1 (UK Edition: Rip It Up and Start Again: Post Punk 1978—1984. Faber and Faber Ltd, April 2005, ISBN 0-571-21569-6 (U.S. Edition: Penguin, February 2006, ISBN 0-14-303672-6)
- Bring The Noise: 20 Years of writing about Hip Rock and Hip-Hop. Faber and Faber Ltd, May 2007, ISBN 978-0-571-23207-9
- Totally Wired: Post-Punk Interviews and Overviews. Faber and Faber Ltd, February 2009, 978-0571235490 (U.S. Edition: Soft Skull Press, September 2010, 1-59376-286-0)
- «Ретромания: Поп-культура в плену собственного прошлого», «Белое яблоко», май 2015, 978-5-9903760-5-2 (U.K. Edition:Retromania: Pop Culture’s Addiction to Its Own Past. Faber and Faber Ltd, June 2011, 978-0571232086)
- Shock and Awe: Glam Rock and Its Legacy, from the Seventies to the Twenty-first Century. Dey Street Books, October 2016, ISBN 978-0062279804
- k-punk: The Collected and Unpublished Writings of Mark Fisher. Edited, with a foreword, by Darren Ambrose. Repeater Books (Nov. 2018). ISBN 978-1912248285.
- Futuromania: Electronic Dreams from Moroder to Migos. Minimum fax (Nov. 2020). ISBN 978-8833890920.

## CD
- Energy Flash — CD compiled by Simon Reynolds, 1998
- Rip It Up and Start Again : Post Punk 1978—1984 — CD compiled by Simon Reynolds, 15 May 2006, V2 label